# Отворено првенство Варшаве
Отворено првенство Варшаве, некада познат под називом J&S Cup, био је тениски турнир за жене који се одржавао у Варшави, у Пољској. Турнир се играо од 1995. до 2010. године на шљаци.

## Поени и новчана награда
| Резултат     | Поени | Новчана награда |
| ------------ | ----- | --------------- |
| Побједа      | 470   | 98.500 €        |
| Финале       | 320   | 52.500 €        |
| Полуфинале   | 200   | 28.100 €        |
| Четвртфинале | 120   | 15.100 €        |
| Друго коло   | 60    | 8.000 €         |
| Прво коло    | 1     | 4.300 €         |

## Протекла финала

### Појединачно
| Година                        | Побједница             | Финалисткиња         | Резултат у финалу      |                    |
| ----------------------------- | ---------------------- | -------------------- | ---------------------- | ------------------ |
| ↓ Турнир III категорије ↓     |                        |                      |                        |                    |
| 1995.                         | Барбара Паулус         | Александра Физе      | 7–6, 4–6, 6–1          |                    |
| 1996.                         | Хенријета Нађова       | Барбара Паулус       | 3–6, 6–2, 6–1          |                    |
| 1997.                         | Барбара Паулус         | Хенријета Нађова     | 6–4, 6–4               |                    |
| 1998.                         | Кончита Мартинез       | Силвија Фарина Елија | 6–0, 6–3               |                    |
| ↓ Турнир IV категорије ↓      |                        |                      |                        |                    |
| 1999.                         | Кристина Торенс Валеро | Инес Горочатеги      | 7–5, 7–63              |                    |
| 2000.                         | Хенријета Нађова       | Аманда Хопманс       | 2–6, 6–4, 7–5          |                    |
| 2001.                         | Турнир није одржан     | Турнир није одржан   | Турнир није одржан     | Турнир није одржан |
| ↓ Турнир III категорије ↓     |                        |                      |                        |                    |
| 2002.                         | Јелена Бовина          | Хенријета Нађова     | 6–3, 6–1               |                    |
| ↓ Турнир II категорије ↓      |                        |                      |                        |                    |
| 2003.                         | Амели Моресмо          | Винус Вилијамс       | 6–7, 6–0, 3–0, предаја |                    |
| 2004.                         | Винус Вилијамс         | Светлана Кузњецова   | 6–1, 6–4               |                    |
| 2005.                         | Жистин Енен            | Светлана Кузњецова   | 3–6, 6–2, 7–5          |                    |
| 2006.                         | Ким Клајстерс          | Светлана Кузњецова   | 7–5, 6–2               |                    |
| 2007.                         | Жистин Енен            | Аљона Бондаренко     | 6–1, 6–3               |                    |
| 2008.                         | Турнир није одржан     | Турнир није одржан   | Турнир није одржан     | Турнир није одржан |
| ↓ Премијер турнири WTA ↓      |                        |                      |                        |                    |
| 2009.                         | Александра Дулгеру     | Аљона Бондаренко     | 7–63, 3–6, 6–0         |                    |
| 2010.                         | Александра Дулгеру     | Џенг Ђе              | 6–3, 6–4               |                    |
| Турнир се не одржава од 2011. |                        |                      |                        |                    |